# Guadua venezuelae
Guadua venezuelae är en gräsart som beskrevs av William Munro. Guadua venezuelae ingår i släktet Guadua och familjen gräs. Inga underarter finns listade i Catalogue of Life.